# 巴伦西亚德拉斯托雷斯
巴伦西亚德拉斯托雷斯，是西班牙埃斯特雷马杜拉巴达霍斯省的一个市镇。总面积210平方公里，总人口790人（2001年），人口密度4人/平方公里。